# Emil Philipp Friedrich von Ruits
Emil Philipp Friedrich von Ruits (* 1727 in Preußen; † 1. Juni 1800) war ein preußischer Generalleutnant, Kommandant von Glogau und Ritter des Pour le Mérite.

## Leben

### Herkunft
Seine Eltern waren Friedrich Jakob von Ruits (Rüts) (1683–1746) und dessen Ehefrau, Maria Elisabeth von Pellet (1706–1786). aus dem Haus Glaubitten. Sein Bruder war der spätere Generalleutnant Friedrich Leopold von Ruits (1736–1811). Sein Vater war Herr auf  Bersnicken sowie königlich preußischer Oberst und Kommandeur des Garnison-Regiments XI.

### Militärkarriere
1746 wurde er Kadett und vier Jahre später Page bei Markgraf Heinrich. Im Jahr 1753 wurde er in das Regiment „Markgraf Heinrich“ Nr. 12 übernommen und dort 1755 Fähnrich sowie 1757 Sekondeleutnant. Während des Siebenjährigen Krieges war er Adjutant des Generals Rebentisch. Ruits ging mit dessen Korps 1759 bei Maxen in Gefangenschaft, wurde aber im Gegensatz zu seinem General schon bald ausgewechselt.
1761 war er im Gefolge des Königs Friedrich II. Dieser ernannt ihn 1762 zum Quartiermeisterleutnant mit Hauptmannscharakter. 1763 erhielt er seine eigene Kompanie im Füselierregiment „Keller“ Nr. 37. Am 4. Februar 1773 wurde er Major und 1777 Oberstleutnant. Während des Bayerischen Erbfolgekrieges erhielt er für das Gefecht bei Schetzlar, in dem er verwundet wurde, den Orden Pour le Merite.
Im August 1780 wurde er als Kommandant nach Glogau versetzt, da ein Bruch schlecht verheilte. Am 11. September 1780 wurde er Oberst und im August 1788 wurde er zum Generalmajor ernannt. 1795 wurde er in Glogau pensioniert.

### Familie
Verheiratet war Ruits mit einer von Liebermann († 7. November 1787), die die Tochter des Oberstleutnants und Kommandeurs des Regiments „Wolframsdorf“ Nr. 9 war.